# Xylophanes indistincta
Xylophanes indistincta is een vlinder uit de familie van de pijlstaarten (Sphingidae). De wetenschappelijke naam van de soort werd in 1915 gepubliceerd door Closs.

## Afbeeldingen

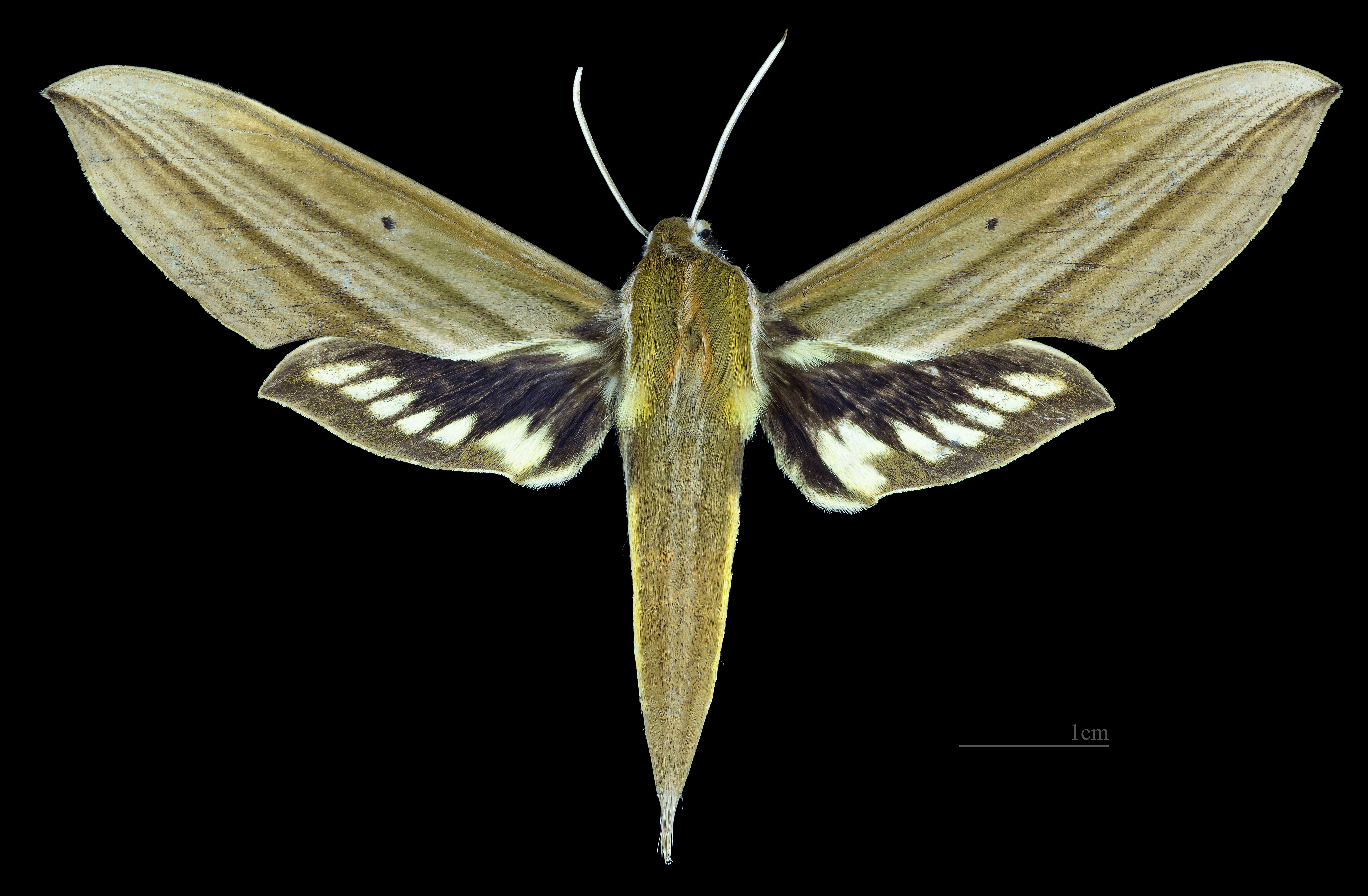
Vrouwtje dorsaal
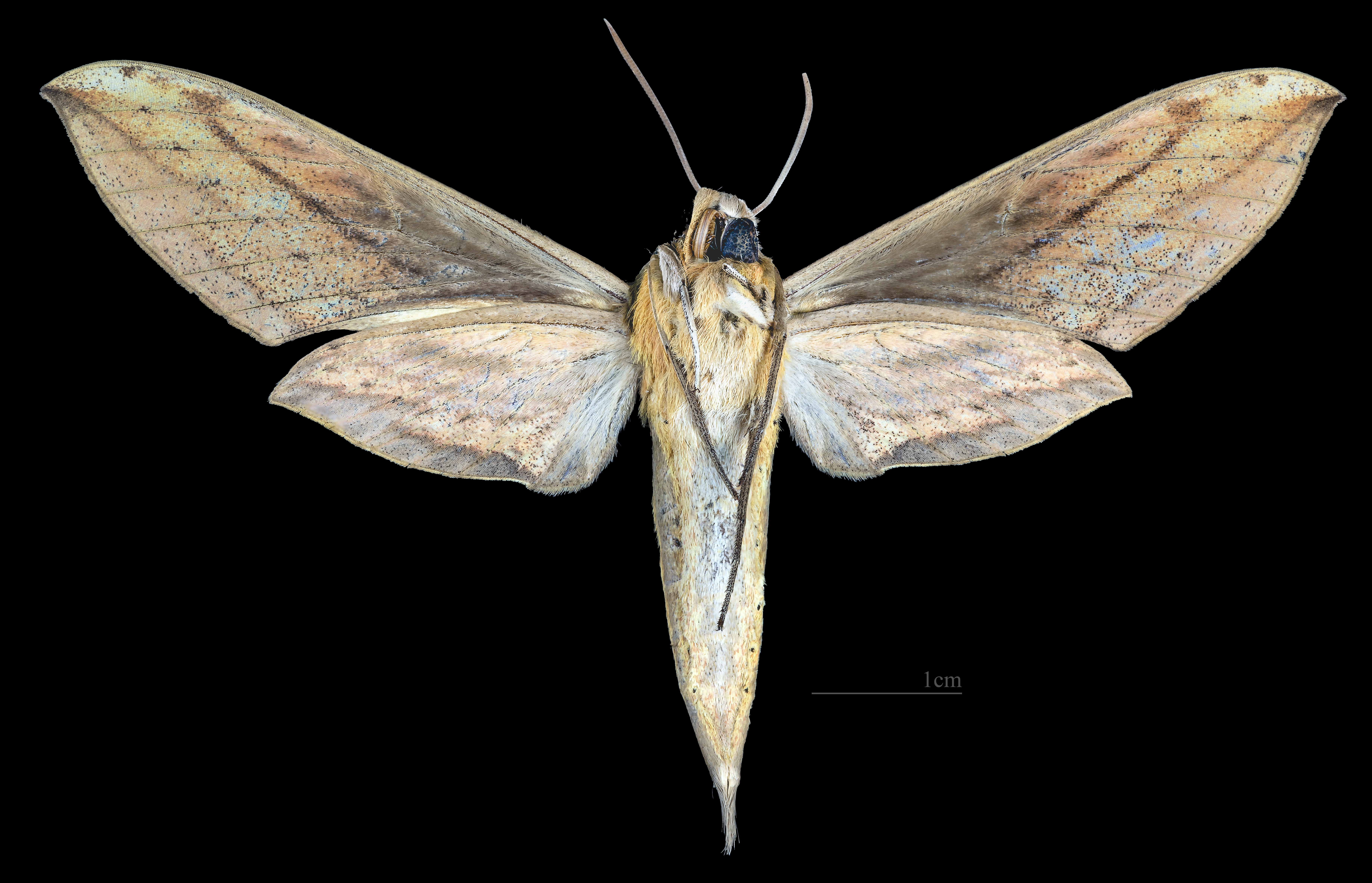
Vrouwtje ventraal